# Appelle
Appelle – miejscowość i gmina we Francji, w regionie Oksytania, w departamencie Tarn.
Według danych na rok 1999 gminę zamieszkiwało 71 osób, a gęstość zaludnienia wynosiła 18 osób/km² (wśród 3020 gmin regionu Midi-Pireneje Appelle plasuje się na 1009. miejscu pod względem liczby ludności, natomiast pod względem powierzchni na miejscu 1582.).